# Medford Lakes
Medford Lakes és una població dels Estats Units a l'estat de Nova Jersey. Segons el cens del 2006 tenia 4.161 habitants.

## Demografia
Segons el cens del 2000, Medford Lakes tenia 4.173 habitants, 1.527 habitatges, i 1.238 famílies. La densitat de població era de 1.342,7 habitants/km².
Dels 1.527 habitatges en un 36,3% hi vivien nens de menys de 18 anys, en un 70,8% hi vivien parelles casades, en un 7,6% dones solteres, i en un 18,9% no eren unitats familiars. En el 15,1% dels habitatges hi vivien persones soles el 6% de les quals corresponia a persones de 65 anys o més que vivien soles. El nombre mitjà de persones vivint en cada habitatge era de 2,73 i el nombre mitjà de persones que vivien en cada família era de 3,04.
Per edats la població es repartia de la següent manera: un 25,6% tenia menys de 18 anys, un 5% entre 18 i 24, un 27,8% entre 25 i 44, un 29,2% de 45 a 60 i un 12,4% 65 anys o més.
L'edat mediana era de 40 anys. Per cada 100 dones de 18 o més anys hi havia 92,4 homes.
La renda mediana per habitatge era de 77.536 $ i la renda mediana per família de 83.695 $. Els homes tenien una renda mediana de 58.854 $ mentre que les dones 36.831 $. La renda per capita de la població era de 31.382 $. Aproximadament l'1,1% de les famílies i el 2,1% de la població estaven per davall del llindar de pobresa.

## Poblacions més properes
El següent diagrama mostra les poblacions més properes.